# Mending Wall
Mending Wall (reso nelle traduzioni italiane come "Costruendo un muro") è una poesia di Robert Frost. 
Si tratta della prima poesia presente nella seconda raccolta di opere di Frost, chiamata "North of Boston" e pubblicata nel 1914 da David Nutt, un editore inglese che operava a Londra nella seconda metà del 1900.
Mending Wall è considerata una delle poesie più analizzate e discusse della letteratura moderna.

## Sfondo
La poesia narra una storia ambientata nel New England rurale.
Il narratore, un contadino del New England, contatta il suo vicino in primavera per ricostruire il muro di pietra tra le loro due fattorie. Due volte nella poesia viene ripetuta la frase: "c'è qualcosa che non ama un muro" (vv.1, vv. 35), ma il suo vicino risponde due volte con il proverbio: "I buoni recinti fanno buoni vicini" (vv.27, vv.45).

## Temi
Nonostante il suo linguaggio semplice e quasi popolare, "Mending Wall" è un poema complesso con diversi temi. A differenza della poesia precedente, che esplora il legame tra gli uomini, "Mending Wall" si occupa delle distanze e delle tensioni tra gli uomini.
La reale opinione dell'autore sulla frase "I buoni recinti fanno buoni vicini" non viene mai esplicitata e proprio per questo sono nate due correnti critiche che interpretano la poesia in maniera opposta: talune interpretazioni vedono la sottile ironia del protagonista e la quasi surreale situazione che si crea ogni anno nel momento della riparazione come chiari indizi di una posizione critica nei confronti di recinzioni tra due vicini, alcuni invece notano come il fatto stesso che il protagonista venga ogni anno a riparare la barriera evidenzi la posizione favorevole di Robert Frost nei confronti dei confini tra le proprietà.
C'è poi chi sostiene che il dibattito sia inutile poiché non è il fulcro della poesia, bensì bisognerebbe concentrarsi sulla metafora che evoca questa situazione e non entrare nello specifico e sterile dibattito.

## Utilizzo
La nota filosofa e politica Onora O'Neill usa la poesia per prefare il suo libro Justice Across Boundaries: Whose Obligations? (2016).